# وايلدوود (ميزوري)
وايلد وود (بالإنجليزية: Wildwood)‏ هي إحدى الضواحي الغنية في مقاطعة سانت لويس، تقع في أقصى غرب مقاطعة سانت لويس، ميزوري ، الولايات المتحدة الأمريكية يبلغ عدد سكانها 35,517 نسمة اعتماداً على احصائيات عام 2010 .

## التركيبة السكانية
قام مكتب تعداد الولايات المتحدة بتحديد بيانات التركيبة السكانية لوايلدوود في تعداد الولايات المتحدة. في ما يلي، التركيبة السكانية حسب تعدادي 2000 و2010.

### تعداد عام 2000
بلغ عدد سكان وايلدوود 32,884 نسمة بحسب تعداد عام 2000، وبلغ عدد الأسر 10,837 أسرة وعدد العائلات 9,243 عائلة مقيمة في المدينة. في حين سجلت الكثافة السكانية 498.0 نسمة لكل ميل مربع (192.3/كم2). وبلغ عدد الوحدات السكنية 11,229 وحدة بمتوسط كثافة قدره 170.1 نسمة لكل ميل مربع (65.7/كم2).
وتوزع التركيب العرقي للمدينة بنسبة 94.74% من البيض و 0.12% من الأمريكيين الأصليين و 2.38% من الأمريكيين ذوي الأصول الآسيوية و 0.01% من سكان جزر المحيط الهادئ و 1.62% من الأمريكيين الأفارقة و 0.83% من عرقين مختلطين أو أكثر.
بلغ عدد الأسر 10,837 أسرة كانت نسبة 51.0% منها لديها أطفال تحت سن الثامنة عشر تعيش معهم، وبلغت نسبة الأزواج القاطنين مع بعضهم البعض 79.0% من أصل المجموع الكلي للأسر، ونسبة 4.6% من الأسر كان لديها معيلات من الإناث دون وجود شريك، وكانت نسبة 14.7% من غير العائلات. تألفت نسبة 12.4% من أصل جميع الأسر من أفراد ونسبة 4.0% كانوا يعيش معهم شخص وحيد يبلغ من العمر 65 عاماً فما فوق. وبلغ متوسط حجم الأسرة المعيشية 3.32، أما متوسط حجم العائلات فبلغ 3.02.
بلغ العمر الوسطي للسكان 36 عاماً. وكانت نسبة 33.2% من القاطنين تحت سن الثامنة عشر، وكانت نسبة 4.8% بين الثامنة عشر والأربعة وعشرون عاماً، ونسبة 31.4% كانت واقعةً في الفئة العمرية ما بين الخامسة والعشرون حتى والأربعة وأربعون عاماً، ونسبة 25.1% كانت ما بين الخامسة والأربعون حتى الرابعة والستون، ونسبة 5.5% كانت ضمن فئة الخامسة والستون عاماً فما فوق. يوجد لكل 100 أنثى 97.0 ذكر، ويوجد لكل 100 أنثى في الثامنة عشر من عمرها فما فوق 94.1 ذكر.
وكان متوسط دخل الذكور 75,849 دولار مقابل 41,224 دولار للإناث. وسجل دخل الفرد الخاص بالمدينة 38,485 دولار. وكانت نسبة 1.6% من العائلات ونسبة 2.2% من السكان تحت خط الفقر، وكان من هؤلاء نسبة 2.1% تحت سن الثامنة عشر ونسبة 5.4% في الخامسة والستين من العمر وما فوق.

### تعداد عام 2010
بلغ عدد سكان وايلدوود 35,517 نسمة بحسب تعداد عام 2010، وبلغ عدد الأسر 12,112 أسرة وعدد العائلات 10,153 عائلة مقيمة في المدينة. في حين سجلت الكثافة السكانية 534.7 نسمة لكل ميل مربع (206.4/كم2). وبلغ عدد الوحدات السكنية 12,604 وحدة بمتوسط كثافة قدره 189.8 لكل ميل مربع (73.3/كم2).
وتوزع التركيب العرقي للمدينة بنسبة 92.2% من البيض و 0.2% من الأمريكيين الأصليين و 4.0% من الأمريكيين ذوي الأصول الآسيوية و 1.7% من الأمريكيين الأفارقة و 1.5% من عرقين مختلطين أو أكثر.
بلغ عدد الأسر 12,112 أسرة كانت نسبة 45.4% منها لديها أطفال تحت سن الثامنة عشر تعيش معهم، وبلغت نسبة الأزواج القاطنين مع بعضهم البعض 75.2% من أصل المجموع الكلي للأسر، ونسبة 6.0% من الأسر كان لديها معيلات من الإناث دون وجود شريك، بينما كانت نسبة 2.6% من الأسر لديها معيلون من الذكور دون وجود شريكة وكانت نسبة 16.2% من غير العائلات. وبلغ متوسط حجم الأسرة المعيشية 3.24، أما متوسط حجم العائلات فبلغ 2.93.
بلغ العمر الوسطي للسكان 41.5 عاماً. وكانت نسبة 30.3% من القاطنين تحت سن الثامنة عشر، وكانت نسبة 5.9% بين الثامنة عشر والأربعة وعشرون عاماً، ونسبة 20.3% كانت واقعةً في الفئة العمرية ما بين الخامسة والعشرون حتى والأربعة وأربعون عاماً، ونسبة 34.8% كانت ما بين الخامسة والأربعون حتى الرابعة والستون، ونسبة 8.9% كانت ضمن فئة الخامسة والستون عاماً فما فوق. وتوزع التركيب الجنسي للسكان بنسبة 49.5% ذكور و50.5% إناث.